# Tuxertal
Tuxertal è una valle alpina del Tirolo, in Austria.
È una valle laterale della Zillertal, lunga 13 km e percorsa dal torrente Tuxbach.